# Thomas Landseer
 (juin 2023).
Pour les articles homonymes, voir Landseer.
Thomas Landseer (1795 - 20 janvier 1880) est un artiste britannique surtout connu pour ses gravures et eaux-fortes, en particulier celles des peintures de son plus jeune frère Edwin Landseer.

## Biographie

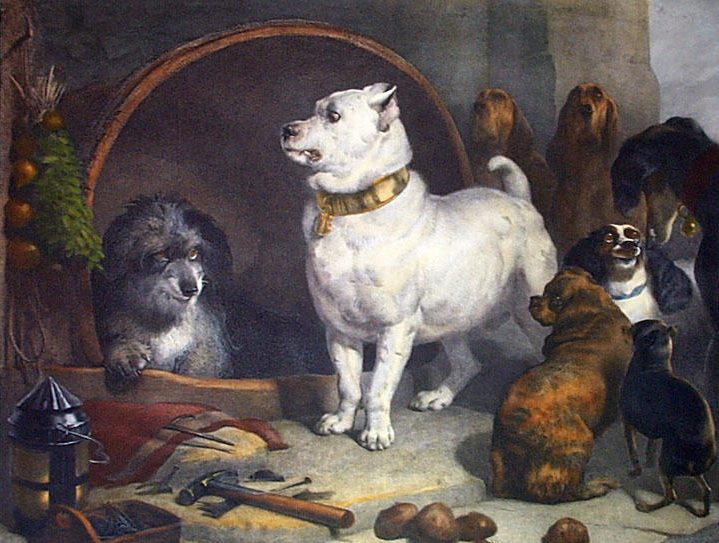
Gravure coloriée à la main par Thomas Landseer, d'après le tableau Alexandre et Diogène d'Edwin Landseer c. 1850.

Landseer est né à Londres, l'aîné des quatorze enfants de l'actrice Jane Potts et du graveur John Landseer. Sept des enfants arrivent jusqu'à l'âge adulte et tous sont artistes, parmi lesquels les peintres et plus tard académiciens royaux Charles Landseer et Edwin Landseer. Comme son père, Thomas est sourd. Il est le seul frère à se marier, avec une certaine Belinda. Son fils George Landseer (en) est portraitiste et paysagiste.
Comme ses frères et sœurs, Landseer apprend les techniques artistiques de son père. Il étudie ensuite auprès du peintre Benjamin Haydon aux côtés de son frère Charles et William Bewick. Il commence la gravure à 14 ans en copiant les dessins de son frère cadet. Thomas continue à faire des copies gravées des œuvres d'Edwin plus tard dans sa vie, notamment Dignity and Impudence (1841), Alexander and Diogenes (1852), The Monarch of the Glen (1852) et, sa dernière œuvre, The Font (1875). Les ventes des estampes populaires (vendues au détail entre 3 et 10 guinées) contribuent à la renommée et à la fortune de son frère. Il aide son frère à donner des cours d'art à la reine Victoria et au prince Albert.
Landseer produit des gravures satiriques de singes en vêtements humains pour Monkeyana, ou, Men in Miniature (1827), et dédie ses Characteristic Sketches of Animals (1832) à la Zoological Society. Il réalise également des illustrations pour Devil's Walk de Samuel Taylor Coleridge (1831). Il expose des peintures à la British Institution et à la Royal Academy. Il est élu associé de la Royal Academy en 1868 pour ses eaux-fortes. Il édite une biographie de William Bewick publiée en 1871.
Il meurt au 11 Grove End Road, St. John's Wood, le 20 janvier 1880. Il est enterré au cimetière de Highgate.